# Station Dunmurry
Station Dunmurry is een spoorwegstation in Dunmurry in het Noord-Ierse graafschap Antrim. Het station ligt aan de lijn Belfast - Newry. 